# Salsa20
Salsa20 je proudová šifra publikovaná v roce 2005 Danielem J. Bernsteinem. Její pozměněná verze Salsa20 o dvanácti rundách místo dvaceti se úspěšně účastnila jako jeden z kandidátů projektu ESTREAM. Základem této proudové šifry je pseudonáhodná funkce, která přijímá na vstupu klíč o velikosti 256 bitů a jednorázovou hodnotu o velikosti 64 bitů. Dále je nezvykle vstupem ještě 64bitový index, kterým je určeno, který z výstupním 512bitových pseudonáhodných bloků má být vrácen. Číslo 20 ve jménu šifry odkazuje k základnímu počtu vnitřních rund.
Kromě šifry Salsa vytvořil Bernstein i velmi podobnou šifru ChaCha20 a jednosměrnou kompresní funkci Rumba20. Jejich bezpečnost je pro jejich příbuznost často posuzována společně.
Všechny jmenované funkce byly Bernsteinem spolu se svými vzorovými implementacemi uvolněny jako volné dílo. K roku 2018 se největšího komerčního rozšíření dočkala ChaCha20.

## Využití
Od roku 2014 používá šifru ChaCha20 společnost Google spolu s MAC funkcí Poly1305 pro autentizované šifrování v rámci HTTPS komunikace chráněné protokolem TLS. Společnost touto funkcí nahradila starší proudovou šifru RC4. Tuto kombinaci také standardizuje RFC 7539 a pro protokol TLS dále ještě zvlášť RFC 7905.
Od roku 2013 používá kombinaci ChaCha20 a Poly1305 program OpenSSH, který se díky tomu následně zbavil povinné závislosti na knihovně OpenSSL. RFC 7634 standardizuje použití ChaCha20 a Poly1305 v protokolech IKE a IPSec.
Šifru RC4 nahradila ChaCha20 také v implementaci programu arc4random v operačních systémech FreeBSD), OpenBSD a NetBSD. Jako základní prvek kryptograficky bezpečného generátoru náhodných čísel používá šifru ChaCha20 jádro DragonFly BSD a od verze 4.8 vydané v roce 2016 také Linux pro své rozhraní /dev/urandom.